# Emiliano Zapata
 Ovo je glavno značenje pojma Emiliano Zapata. Za druga značenja pogledajte Emiliano Zapata (razdvojba).
Emilio Zapata (Anenecuilco, 8. kolovoza 1879. – Chinameca, 10. travnja 1919.), meksički revolucionar.
Vođa meksičkog seljačkog pokreta za agrarnu reformu u meksičkoj revoluciji (1910. – 1917.). Emiliano Zapata rođen je 8. kolovoza 1879. godine u mjestu San Miguel Anenecuilco, a koje se danas zove Anenecuilco de los Zapata u saveznoj državi Morelos. Zapata je bio nepismeni seljak skoro čiste domorodačke krvi. Pridružio se meksičkom revolucionaru Franciscu Maderi 1910. godine u ustanku protiv diktatora Porfirija Díaza. Zapata je formulirao svoj plan agrarne reforme pod imenom Plan Ayala u kojem je tražio preraspodjelu zemlje za domorodačko stanovništvo. Razočaran što Madero ne provodi agrarne reforme, a traži raspuštanje seljačkih partizan (gerilac)skih odreda i razoružanje seljaka Zapata se odbija pokoriti novoj vladi. On zajedno sa svojim istomišljenicima zahtijeva neodložno provođenje agrarne reforme i konfiskaciju one zemlje koja pripada neprijateljima revolucije.
I nakon Maderovog pada 1913. godine i dolaska na vlast diktatora Victoriano Huerta, i kasnije kada je to mjesto preuzeo Venustiano Carranza, Zapata je nastavio boriti se protiv aktualnih vlasti udružen s Villom. Oni zajedničkim snagama potkraj 1914. godine uspijevaju na kratko osvojiti glavni meksički grad Mexico City. Nakon povlačenja iz glavnog grada u siječnju 1915. godine Zapata godinama uspješno ratuje protiv bolje naoružanog i opremljenog neprijatelja u sjevernom području Meksika. Na teritoriju koji je bio pod njegovom vlašću seljacima daje zemlju, sukladno planu Ayala i obnavlja revoluciju pod krilaticom Zemlja i sloboda. To je bio akt revolucionarno-antifeudalnog karaktera koji je imao velikog odjeka kako u Meksiku tako i u drugim zemljama Latinske Amerike. Emilio Zapata s nadom je pozdravio Oktobarsku revoluciju u Rusiji.
Emiliano Zapata ubijen je 10. travnja 1919. godine iz zasjede u mjestu Chinameca. U Meksiku njegovo ime još uvijek je simbol antifeudalne borbe i legendarnog junaka meksičke revolucije. Njegov život je bio inspiracija za bezbrojne legende i balade.